# Đại Đường du hiệp truyện
Đại Đường du hiệp truyện (giản thể: 大唐游侠传; phồn thể: 大唐游俠傳; bính âm: Dà Táng Yóu Xiá Zhuàn; Việt bính: Daai6 Tong4 Jau4 Haap6 Zyun6; lit: Wandering Tang Dynasty Swordsman), là một tiểu thuyết võ hiệp của Lương Vũ Sinh. Nó được viết giữa giai đoạn 1 tháng 1 năm 1963 và 14 tháng 6 năm 1964. Hai tác phẩm nối tiếp là Long phượng bảo thoa duyên và Tuệ kiếm tâm ma.

## Cốt truyện
Câu chuyện diễn ra trong niên hiệu Thiên Bảo thời Đường Huyền Tông. Vua Đường sủng ái Dương Quý Phi nên Dương Quốc Trung có cơ hội thao túng toàn bộ chính sự trong triều. Trong khi đó ở Phạm Dương Tiết độ sứ An Lộc Sơn ra sức xây dựng lực lượng quân sự nhằm nổi dậy chống lại triều đình.
Trong giới lục lâm, hai thế lực của Đậu gia (do Đậu Lệnh Khản cầm đầu) và Vương gia (do Vương Bá Thông cầm đầu) tranh giành địa vị minh chủ. Đậu Lệnh Khản được sự trợ giúp của anh vợ là Đoàn Khuê Chương, còn Vương Bá Thông thì câu kết với An Lộc Sơn.
Đoàn Khuê Chương có một người bạn thân là Sử Dật Như. Đoàn Khuê Chương sinh được người con trai tên Đoàn Khắc Tà, còn Sử Dật Như sinh được con gái là Sử Nhược Mai, hai nhà hứa hôn với nhau khi hai đứa còn trong bụng mẹ. An Lộc Sơn vì trả mối tư thù với Đoàn Khuê Chương nên đã bắt nhầm gia đình Sử Dật Như. Đoàn Khuê Chương vào An phủ cứu bạn nhưng thất bại, may được nghĩa tử của Đậu Lệnh Khản là Thiết Ma Lặc cứu thoát. Sử Dật Như chết trong khi Đoàn Khuê Chương bị thương nặng. Họ được Nam Tễ Vân và Hoàng Phủ Tung cứu ra khỏi An phủ.
Không Không Nhi, một trong những tay sai của Vương Bá Thông đã bắt cóc Đoàn Khắc Tà để yêu cầu Đoàn Khuê Chương không giúp đỡ Đậu Lệnh Khản. Trong trận chiến giữa Đậu gia và Vương gia, Đậu Lệnh Khản cùng bốn người trong Đậu gia ngũ hổ bị con gái Vương Bá Thông là Vương Yến Vũ một kiếm giết sạch, Vương Bá Thông trở thành minh chủ lục lâm. Thiết Ma Lặc nhờ có Nam Tễ Vân giúp đỡ nên chạy thoát và thề sẽ báo thù cho nghĩa phụ. Thiết Ma Lặc theo lời Đoàn Khuê Chương bái Ma Kính lão nhân, sư phụ của Nam Tễ Vân làm sư phụ. Bảy năm sau, Thiết Ma Lặc tái xuất giang hồ cũng là lúc An Lộc Sơn khởi binh tạo phản.
Thiết Ma Lặc cùng các lộ anh hùng tấn công lên Long Miên cốc tiêu diệt sào huyệt của Vương Bá Thông, lúc này đã trở thành tay sai của An Lộc Sơn nhằm làm suy yếu lực lượng nổi loạn. Thiết Ma Lặc cũng rơi vào mối tình tay ba phức tạp với Vương Yến Vũ, kẻ thù đã sát hại nghĩa phụ và Hàn Chỉ Phân, con gái của Hàn Trạm. Sau khi Lạc Dương và Trường An bị quân An Lộc Sơn chiếm đóng, Thiết Ma Lặc theo bảo giá cho vua Huyền Tông lánh nạn vào Tây Thục, là người cầm đầu cuộc binh biến giết chết gian thần Dương Quốc Trung, ép nhà vua phải ban lệnh thắt cổ Dương Quý Phi. Thiết Ma Lặc cùng với Vương Yến Vũ và sư huynh nàng là Triển Nguyên Tu đã chủ động xóa bỏ thù oán giữa Đậu gia và Vương gia để cùng nhau chống lại An Lộc Sơn.
Sau mười năm, vợ chồng Đoàn Khuê Chương được Không Không Nhi trả lại Đoàn Khắc Tà. Ba người Đoàn gia đến thành Tuy Dương cùng với vợ chồng Nam Tễ Vân, Hạ Lăng Sương giúp tuần phủ Trương Tuần thủ thành. Trong trận chiến đó Đoàn Khuê Chương và Nam Tễ Vân đã hy sinh oanh liệt cùng Trương Tuần, Vương Long Khách cũng bị Hạ Lăng Sương giết chết để trả thù cho phu quân. Trước lúc chết, Đậu Tuyến Nương đã gửi Đoàn Khắc Tà lại cho Hạ Lăng Sương với lời nhắn về hôn ước với Sử Nhược Mai cho Khắc Tà.

## Nhân vật
- Thiết Ma Lặc (鉄摩勒) - con trai của Thiết Côn Lôn
- Thiết Côn Lôn (鉄崑崙) - cha của Thiết Ma Lặc
- Đậu Lệnh Khản (竇令侃) - hậu duệ của Đậu Kiến Đức. Ông là nghĩa phụ của Thiết Ma Lặc
  - Đậu Tuyến Nương (竇線娘) - em gái của Đậu Lệnh Khản. Bà kết hôn với Đoàn Khuê Chương
  - Đoàn Khắc Tà (段克邪) - con trai của Đoàn Khuê Chương
- Vương Bá Thông (王伯通) - hậu duệ của Vương Thế Sung. Ông cạnh tranh với nhà họ Đậu để trở thành người lãnh đạo võ lâm
  - Vương Long Khách (王龍客) - con trai của Vương Bá Thông
  - Vương Yến Vũ (王燕羽) - con gái của Vương Bá Thông
- Triển Nguyên Tu (展元修) - sư huynh của Vương Yến Vũ (cuối truyện trở thành chồng của Vương Yến Vũ)
- Sử Dật Như (史逸如) - cựu quan chức. Ông là bạn thân của Đoàn Khuê Chương
  - Lô thị (盧氏) - vợ của Sử Dật Như
  - Sử Nhược Mai(史若梅) - con gái của Sử Dật Như
- Không Không Nhi (空空兒) - một võ sĩ mạnh mẽ
- Tinh Tinh Nhi (精精兒) - sư huynh của Không Không Nhi
- Hoàng Phủ Tung (皇甫嵩) - biệt danh "Tây Nhạc Thần Phong" (西岳神龍)
- Hàn Trạm (韓湛) - một đồng minh giúp Thiết Ma Lặc dẹp loạn
  - Hàn Chỉ Phân (韓芷芬) - con gái của Hàn Trạm. Cô trở thành người yêu (cuối truyện trở thành vợ) của Thiết Ma Lặc
- Nam Tễ Vân (南霽雲) - danh tướng, chồng của Hạ Lăng Sương
- Hạ Lăng Sương (夏凌霜) - em rể của Quách Tử Nghi. Cô là người yêu, sau là vợ của Nam Tễ Vân
- Dương Mục Lao (羊牧勞) - kẻ thù của Thiết Ma Lặc. Ông giết Thiết Côn Lôn

## Chuyển thể
Năm 2008, tiểu thuyết được chuyển thể thành phim truyền hình do Trương Kỷ Trung sản xuất. Các diễn viên chính: Hoàng Duy Đức, Hà Trác Ngôn, Thẩm Hiểu Hải, Lưu Thiêm Nguyệt, TAE và Lộ Thần.